# Chromeč
Obec Chromeč (německy Krumpisch) se nachází v okrese Šumperk v Olomouckém kraji. Žije zde 558 obyvatel.

## Název
Původně bylo jméno vesnice mužského rodu, bylo odvozeno od osobního jména Chromek nebo Chromec a znamenalo "Chromkův/Chromcův majetek". Německé jméno vzniklo z českého.

## Historie
První písemná zmínka o obci pochází z roku 1353.

## Vzdělání

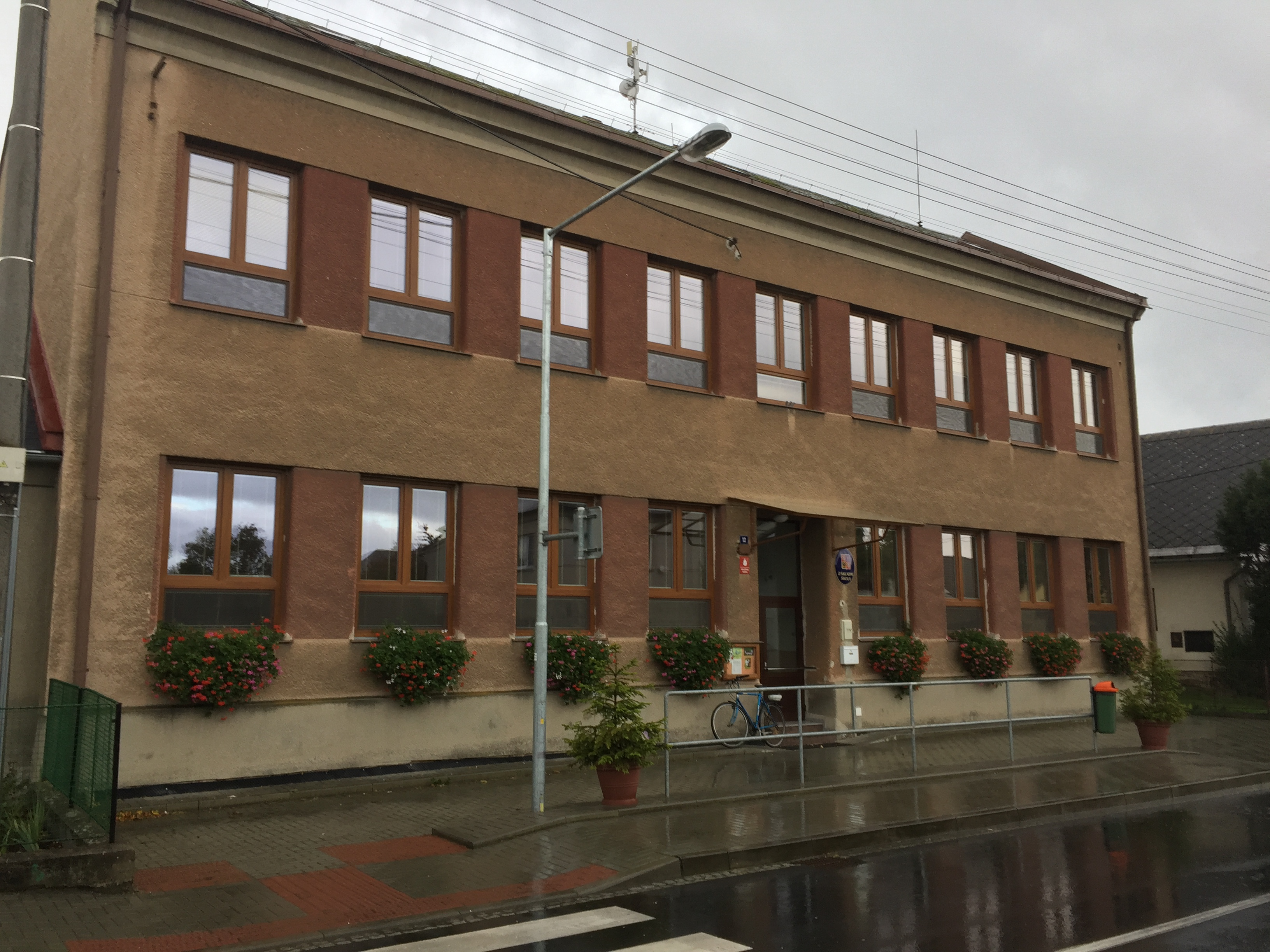
budova Základní školy Chromeč

V obci Chromeč se nachází základní škola, ve které probíhá výuka od 1. do 5. třídy. Ke škole patří zahrada používaná i jako školní hřiště. V září 2017 měla škola 16 žáků.

## Zajímavost
Obec je rodištěm Josefa Drásala, jinak známého jako Hanácký obr.